# 川田テクノロジーズ
川田テクノロジーズ株式会社（かわだテクノロジーズ）は、東京都北区および富山県南砺市に本社を置く建設業などを行うグループの持株会社。

## 概要
橋梁建設で長大吊り橋を得手とし、1979年（昭和54年）3月より日立造船、住友重機工業、東京鉄骨橋梁製作所との共同企業体にて因島大橋の建設を手掛けていた。この他、システム建築、機械装置の設計製作、二足歩行ロボット開発、なども手掛ける。
グローリー埼玉工場に人型工業用ロボット「NEXTAGE（ネクステージ）」を納入して世界で初めて人と複数のロボットが組み立て作業を連携し、経済産業省のロボット大賞で次世代産業特別賞を受賞する。
小型ヘリコプターのヘリポートを橋梁に設置して普及を企図するが有人機から無人機へ研究開発を移行し、制御技術を応用して二足歩行ロボットの研究を開始する。防衛省の依頼で無人偵察機JUXS-S1を製作し、日立製作所が納入した。
グループに伊豆諸島のコミューター輸送を、東京愛らんどシャトルとしてヘリコプターで扱う東邦航空、調布飛行場から航空機で扱う新中央航空、などがある。

## 沿革
- 1922年（大正11年） - 川田忠太郎が川田鉄工所を創業
- 1940年（昭和15年） - 北陸産業株式会社を設立
- 1949年（昭和24年） - 北陸車輌株式会社に社名変更
- 1952年（昭和27年） - 川田工業株式会社に社名変更
- 1967年（昭和42年） - 東京証券取引所市場第2部にへ上場
- 1972年（昭和47年） - 東京・大阪証券取引所市場第1部へ上場
- 2009年（平成21年）2月27日 - 株式を移転して川田テクノロジーズ株式会社を設立、川田工業は同社の完全子会社となる

## 関係会社
- 川田工業
- 川田建設
- 川田テクノシステム
- 橋梁メンテナンス
- 東邦航空
- 富士前鋼業
- 新中央航空
- カワダファブリック
- カワダロボティクス
- 哈爾浜川田工程技術咨詢有限公司
- 上海上船川田鋼結構有限公司

## 事業所
- 富山本社 - 富山県南砺市
- 東京本社 - 東京都北区
- 川田工業富山工場 - 富山県南砺市
- 川田工業栃木工場 - 栃木県大田原市
- 川田工業四国工場 - 香川県仲多度津郡多度津町

## 雑記
二足歩行ロボットHRP-2は、機動警察パトレイバーのメカニックデザインを手掛けた出渕裕がデザインした。2003年、第34回星雲賞自由部門を受賞。